# Anna Mae Walthall
Pour les articles homonymes, voir Walthall (homonymie).
Anna Mae Walthall, née le 3 octobre 1894 en Alabama et morte le 17 avril 1950, est une actrice américaine de la période du cinéma muet, dont la carrière s'est déroulée entre 1914 et 1926.

## Biographie
Née dans une plantation de coton en Alabama, elle est la deuxième plus jeune des onze enfants de Junius Leigh Walthall, ancien officier de l'armée confédérée pendant la guerre civile. Elle se marie en 1911 à l'âge de 18 ans, mais ce mariage a été annulé par la suite. Un de ses frères est l'acteur Henry B. Walthall 1878-1936).
La plupart de ses rôles étant antérieurs au Code Hays, elle apparait souvent à l'écran en partie dénudée.
Elle se marie en 1926 et met fin à sa carrière dans le cinéma. Elle a un fils et une fille. Elle meurt en 1950 en Californie, le même jour que sa sœur.

## Filmographie
- 1914 : Ethel's Roof Party
- 1914 : Ethel Has a Steady (non créditée)
- 1915 : Light o' Love : Beth Slade
- 1915 : The Fable of the Through Train
- 1915 : Home Again : Mrs Drummer
- 1915 : At the Stroke of the Angelus : Senorita Ynez
- 1915 : Favorite of the Harem
- 1916 : Intolerance (non créditée)
- 1916 : The Truant Soul : Mrs Dana
- 1917 : The Five Dollar Bill : Mrs Dibby
- 1917 : The Lighted Lamp : Mary Elizabeth
- 1918 : Hearts of the World
- 1919 : With Hoops of Steel : Amanda Garcia
- 1919 : The Trembling Hour : Pauline
- 1919 : Le Serment de Black Billy (Bare Fists) : Rudy
- 1925 : The Desert Flower d'Irving Cummings : Flozella
- 1925 : As Man Desires : Duchesse
- 1926 : The Fighting Marine : Mazzie